# Stretto di Johor
Lo stretto di Johor, in tempi lontani anche stretto di Tebrau, (in malese: Selat Johore) è uno stretto marittimo lungo circa 50 chilometri, largo circa 2 e profondo mediamente 10 metri che separa la penisola di Malacca malaysiana, a nord, dall'isola di Singapore, a sud, e che collega da ovest verso est lo stretto di Malacca con il Mar Cinese Meridionale. Sullo stretto si affacciano, nella sua parte mediana, la città malese di Johor Bahru e la città-stato di Singapore.

## Storia
La attuale linea di confine fra i due Stati, che corre lungo tutta la linea di mezzeria dello stretto, fu definita nel 1994 e non è segnalata, come invece accade solitamente, dalle consuete boe di segnalazione per via del fatto che lo stretto è interamente navigabile e risulterebbero quindi di disturbo alla navigazione della navi dirette al porto di Singapore.
La definizione precisa della linea di confine all'interno delle acque dello stretto di Johor si rese necessaria dopo che, per via di contese territoriali fra i due Stati, l'accordo sulle acque territoriali del 1927 che definiva una semplice "linea immaginaria" come linea di confine si rivelò ormai sorpassato.
Le trattative fra i due Stati vennero tuttavia avviate solo nel 1980 e vennero definite solo il 14 ottobre 1994, dopo negoziazioni durate quattordici anni che identificarono con esattezza le coordinate geografiche del nuovo confine determinate da approfonditi studi idrografici.
Durante il periodo coloniale britannico la Royal Navy aveva sede presso la base navale di Sembawang che si affaccia sullo stretto; presso quella base fecero sosta, il 2 dicembre 1941, la corazzata britannica Prince of Wales e l'incrociatore Repulse pochi giorni prima di essere affondate dalla Marina Imperiale Giapponese il 10 di quello stesso mese circa 150 chilometri al largo di Pekan, in Malesia. 
Sempre le acque dello stretto di Johor furono teatro di aspri combattimenti navali fra le forze britanniche e giapponesi durante la battaglia di Singapore che, nel 1942, si concluse con la presa della città da parte dei nipponici.

## Galleria d'immagini

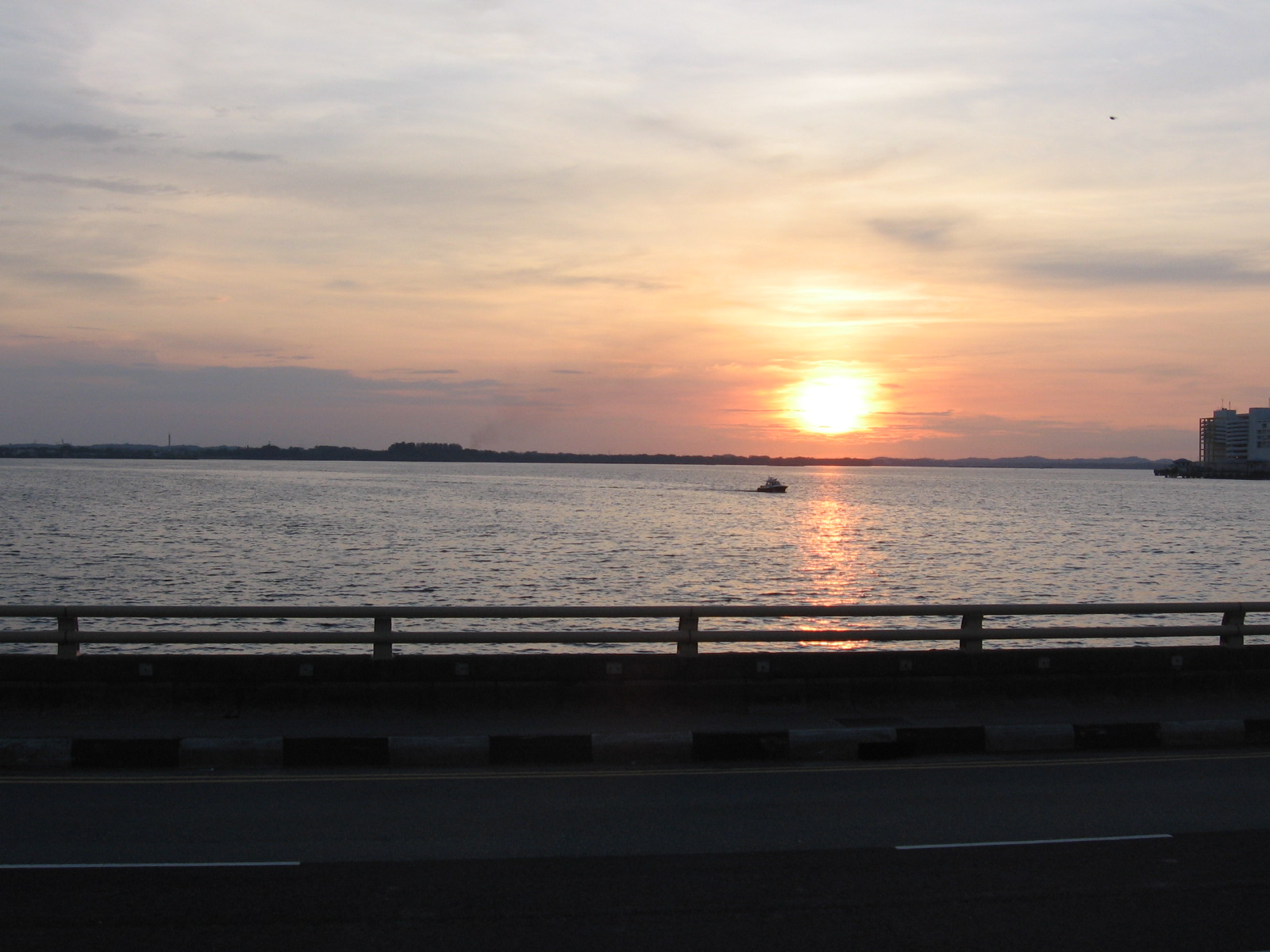
Lo stretto al tramonto
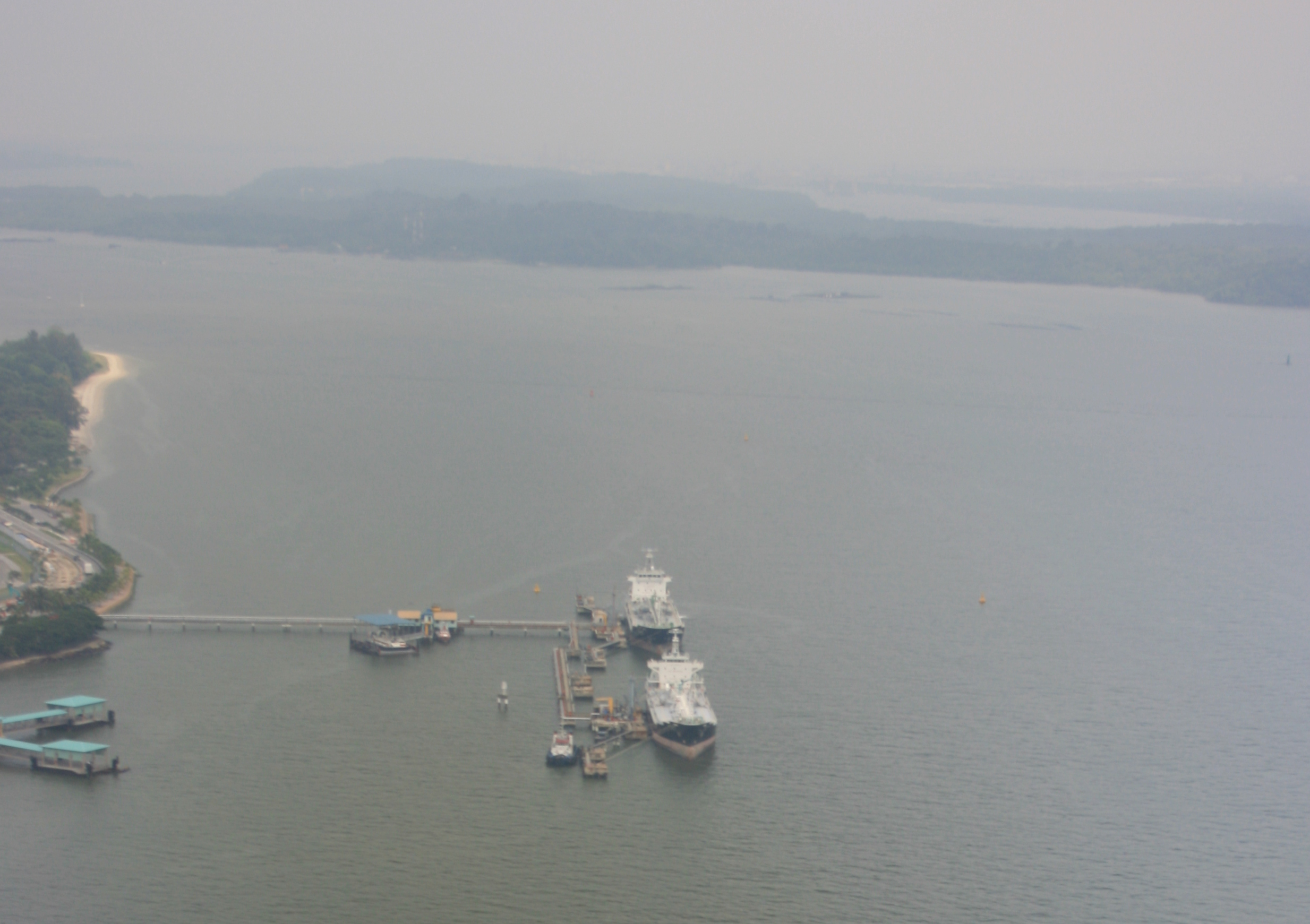
Vista aerea dello stretto
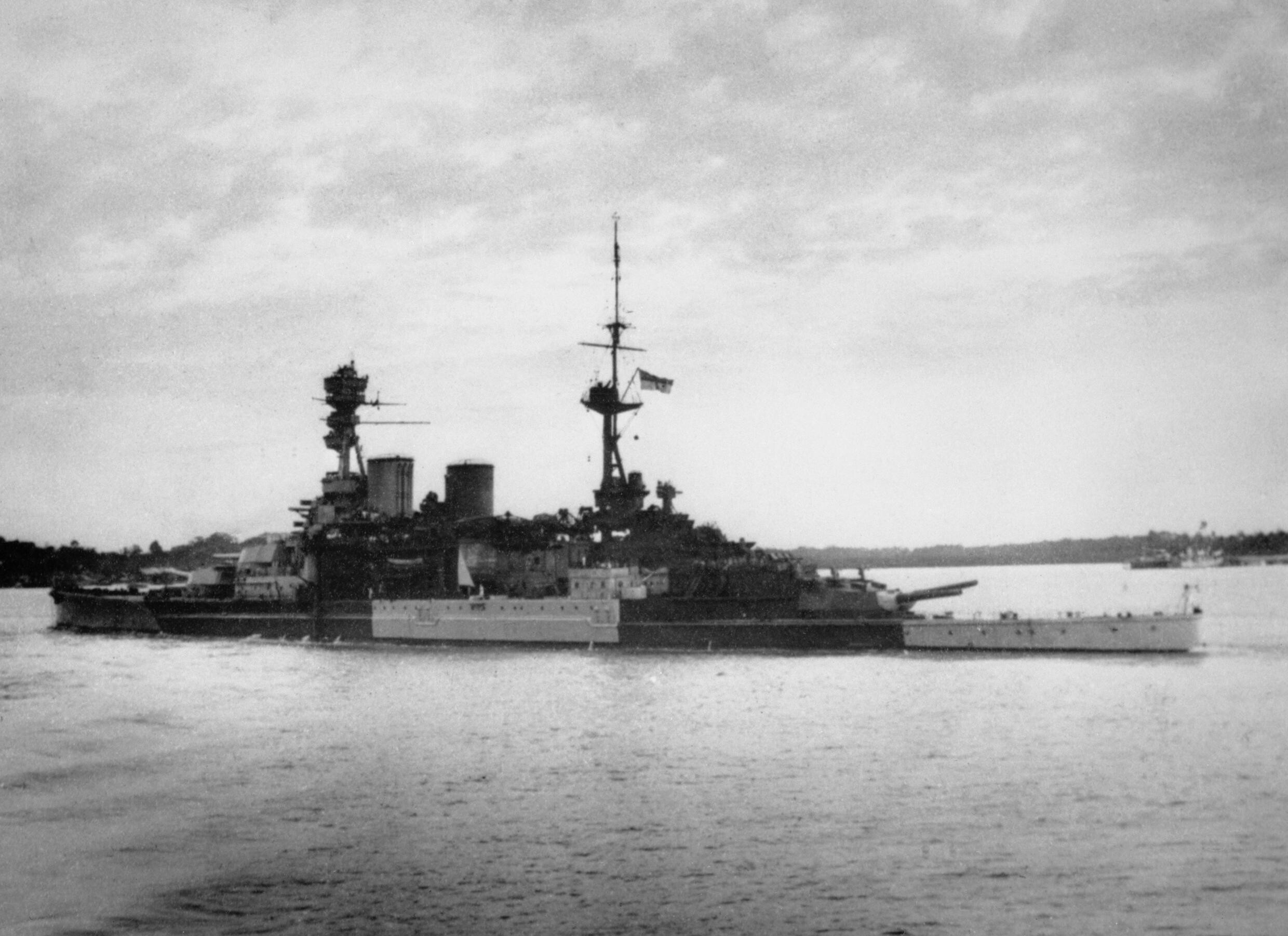
La HMS Repulse lascia lo stretto di Johor prima dell'affondamento
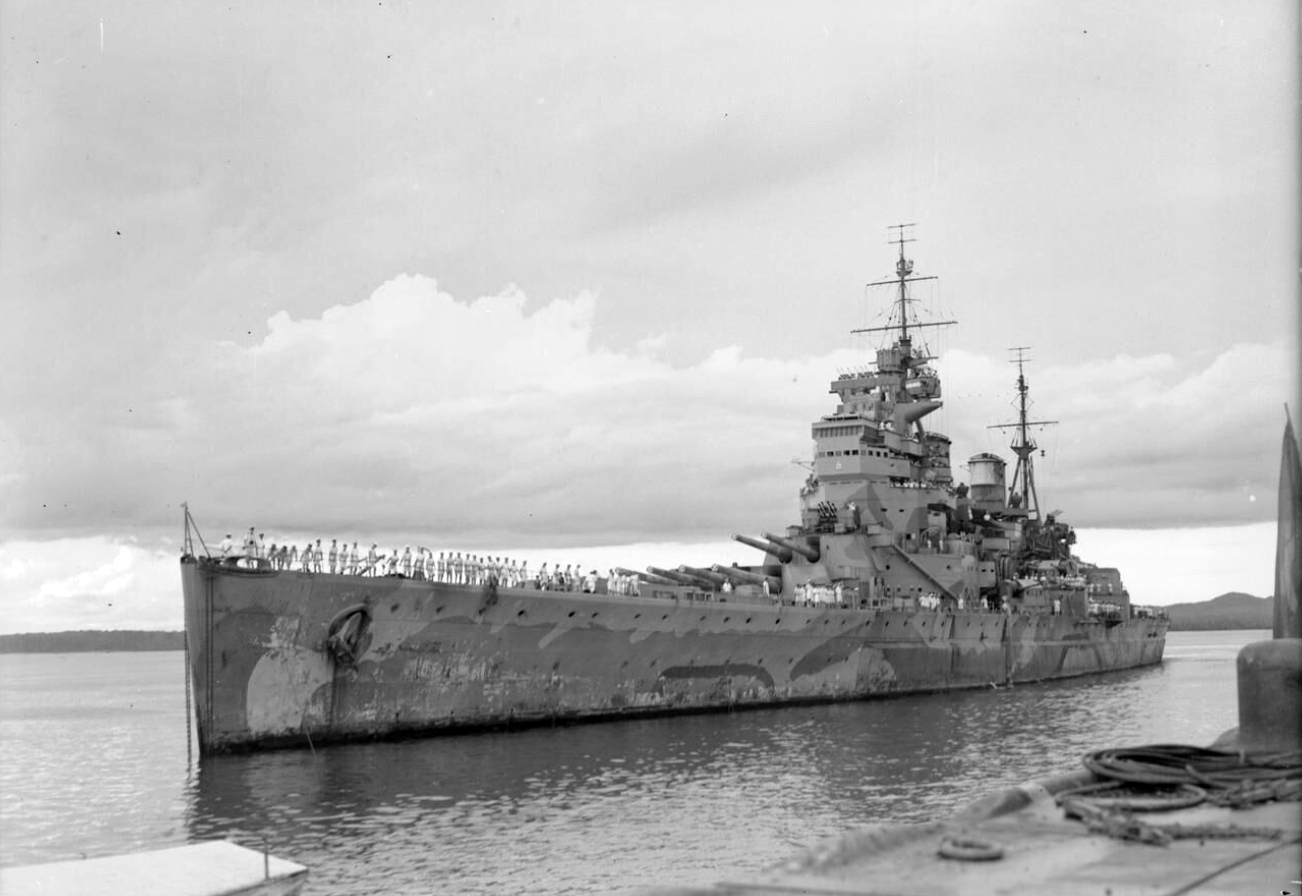
La Prince of Wales approda a Singapore